# Alternative (álbum)
Alternative es el segundo álbum recopilatorio del dúo británico de música electrónica Pet Shop Boys, lanzado el 7 de agosto de 1995 por Parlophone.

## Historia
Alternative es un set de 2 discos, que consiste de 30 lados B en orden cronológico. El título Alternative fue un cambio de último minuto del título que se había guardado para un álbum tal, Besides, pero ese título fue tomado por la banda de rock Sugar, quienes lanzaron su propia recopilación de lados B dos meses antes.
Alternative sólo consiguió realmente popularidad entre fanáticos devotos de Pet Shop Boys con la excepción del Reino Unido donde ingresó a las listas en el #2. Una adaptación de Paninaro original de 7 pulgadas titulado Paninaro '95 fue lanzado previamente como sencillo para poder promocionar la recopilación de 2 discos.
La portada de Alternative incluye fotografías de Tennant y Lowe en máscaras de esgrima. Las primeras copias del CD tienen una imagen lenticular en la portada la cual se cambia entre las dos fotografías.
Tennant admitió en una entrevista radial con la radio Absolute de que un segundo álbum de lados B se podía lanzar en 2010. Esto se ha materializado con el lanzamiento en 2012 del recopilatorio Format.

## Lista de canciones
Todas las canciones escritas y compuestas por Neil Tennant y Chris Lowe excepto donde se indique. 
| CD 1 (1986-1989) |                                                       |                                            |                                                          |          |  |
| N.º              | Título                                                | Escritor(es)                               | Origen                                                   | Duración |  |
| 1.               | «In the Night»                                        |                                            | Opportunities (Let's Make Lots Of Money) (1ra versión)   | 4:50     |  |
| 2.               | «A Man Could Get Arrested» (Mix de 12")               |                                            | West End Girls                                           | 4:19     |  |
| 3.               | «That's My Impression» (Mix disco)                    |                                            | Love Comes Quickly                                       | 5:18     |  |
| 4.               | «Was That What It Was?»                               |                                            | Opportunities (Let's Make Lots Of Money) (relanzamiento) | 5:14     |  |
| 5.               | «Paninaro»                                            |                                            | Suburbia                                                 | 4:40     |  |
| 6.               | «Jack the Lad»                                        |                                            | Suburbia                                                 | 4:31     |  |
| 7.               | «You Know Where You Went Wrong»                       |                                            | It's a Sin                                               | 5:51     |  |
| 8.               | «A New Life»                                          | Tennant, Lowe, Helena Springs              | What Have I Done To Deserve This?                        | 4:56     |  |
| 9.               | «I Want a Dog»                                        |                                            | Rent                                                     | 4:58     |  |
| 10.              | «Do I Have To?»                                       |                                            | Always On My Mind                                        | 5:14     |  |
| 11.              | «I Get Excited (You Get Excited Too)»                 |                                            | Heart                                                    | 4:54     |  |
| 12.              | «Don Juan»                                            |                                            | Domino Dancing                                           | 3:54     |  |
| 13.              | «The Sound of the Atom Splitting» (versión extendida) | Tennant, Lowe, Stephen Lipson, Trevor Horn | Left to My Own Devices                                   | 5:12     |  |
| 14.              | «One of the Crowd»                                    |                                            | It's Alright                                             | 3:55     |  |
| 15.              | «Your Funny Uncle»                                    |                                            | It's Alright                                             | 2:16     |  |

| CD 2 (1990-1994) |                                  |                            |                                                             |          |  |
| N.º              | Título                           | Escritor(es)               | Origen                                                      | Duración |  |
| 1.               | «It Must Be Obvious»             |                            | So Hard                                                     | 4:24     |  |
| 2.               | «We All Feel Better in the Dark» |                            | Being Boring                                                | 4:00     |  |
| 3.               | «Bet She's Not Your Girlfriend»  |                            | Where The Streets Have No Name (Can't Take My Eyes Off You) | 4:28     |  |
| 4.               | «Losing My Mind»                 | Stephen Sondheim           | Jealousy                                                    | 4:34     |  |
| 5.               | «Music for Boys»                 |                            | DJ Culture                                                  | 3:36     |  |
| 6.               | «Miserablism»                    |                            | Was It Worth It?                                            | 4:10     |  |
| 7.               | «Hey, Headmaster»                |                            | Can You Forgive Her?                                        | 3:06     |  |
| 8.               | «What Keeps Mankind Alive?»      | Bertolt Brecht, Kurt Weill | Can You Forgive Her?                                        | 3:24     |  |
| 9.               | «Shameless»                      |                            | Go West                                                     | 5:02     |  |
| 10.              | «Too Many People»                |                            | I Wouldn't Normally Do This Kind Of Thing                   | 4:17     |  |
| 11.              | «Violence» (Hacienda Version)    |                            | I Wouldn't Normally Do This Kind Of Thing                   | 4:58     |  |
| 12.              | «Decadence»                      |                            | Liberation                                                  | 3:56     |  |
| 13.              | «If Love Were All»               | Noël Coward                | Yesterday, When I Was Mad                                   | 2:59     |  |
| 14.              | «Euroboy»                        |                            | Yesterday, When I Was Mad                                   | 4:27     |  |
| 15.              | «Some Speculation»               |                            | Yesterday, When I Was Mad                                   | 6:34     |  |

## Personal
- Neil Tennant
- Chris Lowe

Productores
- Pet Shop Boys - Todas las pistas excepto Disco 1: Pista 13
- Phil Harding - Disco 1: Pista 1
- Bobby O - Disco 1: Pista 2
- Shep Pettibone - Disco 1: Pista 7, Producción adicional en Disco 1: Pista 4
- David Jacob - Disco 1: Pista 8
- Trevor Horn y Stephen Lipson - Disco 1: Pista 13
- Harold Faltermeyer - Disco 2: Pista 6
- Stephen Hague - Producción adicional en Disco 2: Pistas 7 & 9
- Jonathon Ruffle - Disco 2: Pista 8
- Richard Niles - Disco 2: Pista 13

Músicos invitados
- Blue Weaver - Programación de Fairlight en Disco 1: Pistas 1 & 11, órgano Hammond en Disco 1: Pista 11
- Adrien Cook - Programación de Fairlight en Disco 1: Pistas 5, 6 & 7
- Helena Springs - Voz adicional en Disco 1: Pista 7
- Stephen Lipson - Guitarra en Disco 1: Pista 11
- Shirley Lewis & Dee Lewis - Voces adicionales en Disco 1: Pistas 11
- Chris Newman - Asistente de programación de Fairlight en Disco 1: Pista 12, programación adicional en Disco 2: Pista 4
- Juliet Roberts - Voz adicional en Disco 2: Pista 2
- Dominic Clarke - Programación en Disco 2: Pistas 2 & 3
- Gary Maughan - Teclados adicionales en Disco 2: Pista 3
- Scott Davidson - Programación en Disco 2: Pista 5
- Harold Faltermeyer - Programación en Disco 2: Pista 6
- Pete Gleadall - Programación en Disco 2: Pistas 7, 9, 10, 11, 12, 14 & 15
- Richard Coles - Teclados adicionales en Disco 2: Pista 8
- Carol Kenyon, Katie Kissoon & Tessa Niles - Voces adicionales en Disco 2: Pista 9
- Bruce Woolley - Voz adicional en Disco 2: Pista 10
- J.J. Belle - Guitarra en Disco 2: Pista 11
- Sylvia Mason-James - Voz adicional en Disco 2: Pista 11
- Johnny Marr - Guitarra en Disco 2: Pista 12
- Frank Ricotti - Percusión & Vibráfono en Disco 2: Pista 12
- Richard Niles - Arreglo de cuerdas & Conducción en Disco 2: Pista 12, Arreglo & conducción en Disco 2: Pista 13
- Tony Walthers, Daniel Gaha & Lance Ellington - Coros en Disco 2: Pista 13
- Gerard Presencer - Solo de trompeta en Disco 2: Pista 13